# 125 Dywizja Lotnictwa Myśliwsko-Bombowego
125 Dywizja Lotnictwa Myśliwsko-Bombowego – związek taktyczny Armii Radzieckiej przejęty przez  Siły Zbrojne Federacji Rosyjskiej.
W końcowym okresie istnienia Związku Socjalistycznych Republik Radzieckich dywizja stacjonowała na terenie Niemieckiej Republiki Demokratycznej. W tym czasie wchodziła w skład 16 Armii Lotniczej z Wunsdorf.

## Struktura organizacyjna
Skład w 1990:
| Nazwa jednostki                                  | Garnizon   |
| ------------------------------------------------ | ---------- |
| dowództwo i sztab                                | Brand      |
| 19 Gwardyjski pułk lotnictwa myśliwsko-bombowego | Larz       |
| 20 Gwardyjski pułk lotnictwa myśliwsko-bombowego | Groß Dölln |
| 730 pułk lotnictwa myśliwsko-bombowego           | Neuruppin  |